# Turcja na Zimowych Igrzyskach Olimpijskich 2006
Turcję na Zimowe Igrzyska Olimpijskie 2006 reprezentowało 6 zawodników. Wystartowali oni w narciarstwie alpejskim, biegach narciarskich i łyżwiarstwie figurowym.
Był to czternasty start Turcji na zimowych igrzyskach olimpijskich.

## Wyniki reprezentantów Turcji

### Narciarstwo alpejskie
Kobiety
- Duygu Ulusoy

slalom - DNF
slalom gigant - 37. miejsce
Mężczyźni
- Hamit Şare

slalom - 40. miejsce
slalom gigant - DNS

### Biegi narciarskie
Mężczyźni
- Muhammet Kızılarslan

15km. stylem klasycznym - 75. miejsce
sprint - 64. miejsce
sprint drużynowy - 12. miejsce
- Sebahattin Oglago

15km. stylem klasycznym - 56. miejsce
sprint - 67. miejsce
sprint drużynowy - 12. miejsce
50km. stylem dowolnym - DNF
30km. stylem dowolnym - 49. miejsce
Kobiety
- Kelime Aydın

10km. stylem klasycznym - ?. miejsce
bieg łączony - DNF

### Łyżwiarstwo figurowe
Kobiety
- Tuğba Karademir

singiel - 21. miejsce